# Ella Baila Sola
Ella Baila Sola est un groupe musical espagnol créé dans les années 1990, historiquement formé par le duo constitué par les musiciennes Marilia Andrés Casares et Marta Botía.

## Histoire
Marta Botía et Marilia Andrés Casares, les deux membres fondatrices du groupe, se sont connues au collège San Agustín de Madrid. Elles fondent le groupe Ella Baila Sola (litt. en français : Elle danse seule), inspirées par la chanson They Dance Alone (Cueca Solo), du chanteur britannique Sting).     . 
En 1996, le duo sort la chanson Cuando los sapos bailen flamenco. 
Le single atteint la place de numéro 1 aux 40 Principales de la Cadena SER en Espagne en janvier 1997, et devient est un succès musical européen et en Amérique latine.
La formation originelle du groupe s'est maintenue de 1996 à la fin de l'année 2001, année qui marque la séparation artistique de Marta et de Marilia. 
Le groupe est aujourd'hui formé par Marta Botía (membre fondatrice) et Virginia Mos. Marilia Andrés poursuit une carrière solo.

## Discographie principale
- 1996 : Ella baila sola (album)
- 1998:: E.B.S. (album)
- 2000 : Marta y Marilia (album)
- 2001 : Grandes éxitos (Les plus grands succès, compilation)

## Succès
Les ventes estimées de toutes les productions musicales du duo sont de 5 millions d'exemplaires dans le monde.